# EC-47 Electric Goon
Douglas EC-47 Electric Goon var en ombygget C-47 Skytrain udstyret med udstyr til elektronisk krigsførelse.
Transportflyet C-47 Skytrain, der var i overtal efter 2. verdenskrig, blev ombygget til forskellige versioner med hvert sit specielle formål. Et af dem var elektronisk krigsførelse under Vietnamkrigen. Man havde problemer med at opspore Viet Cong-styrker, og udstyrede derfor C-47 Skytrain fly med elektronisk sporingsudstyr, der skulle fastlægge positionen af fjendens radiosendere.
Den nyeste teknik blev taget i anvendelse, og man monterede bl.a. 3 antenner under flyet til et særligt pejleapparat. De 2 antenner blev placeret ude under vingerne, og den tredje under flykroppen lige bag cockpittet, så de kom til at sidde i en trekant. Ved at sammenligne faseforholdene af det modtagne signal på de 3 antenner, kunne den præcise retning til senderen fastslås.